# Fragata-de-ascensão

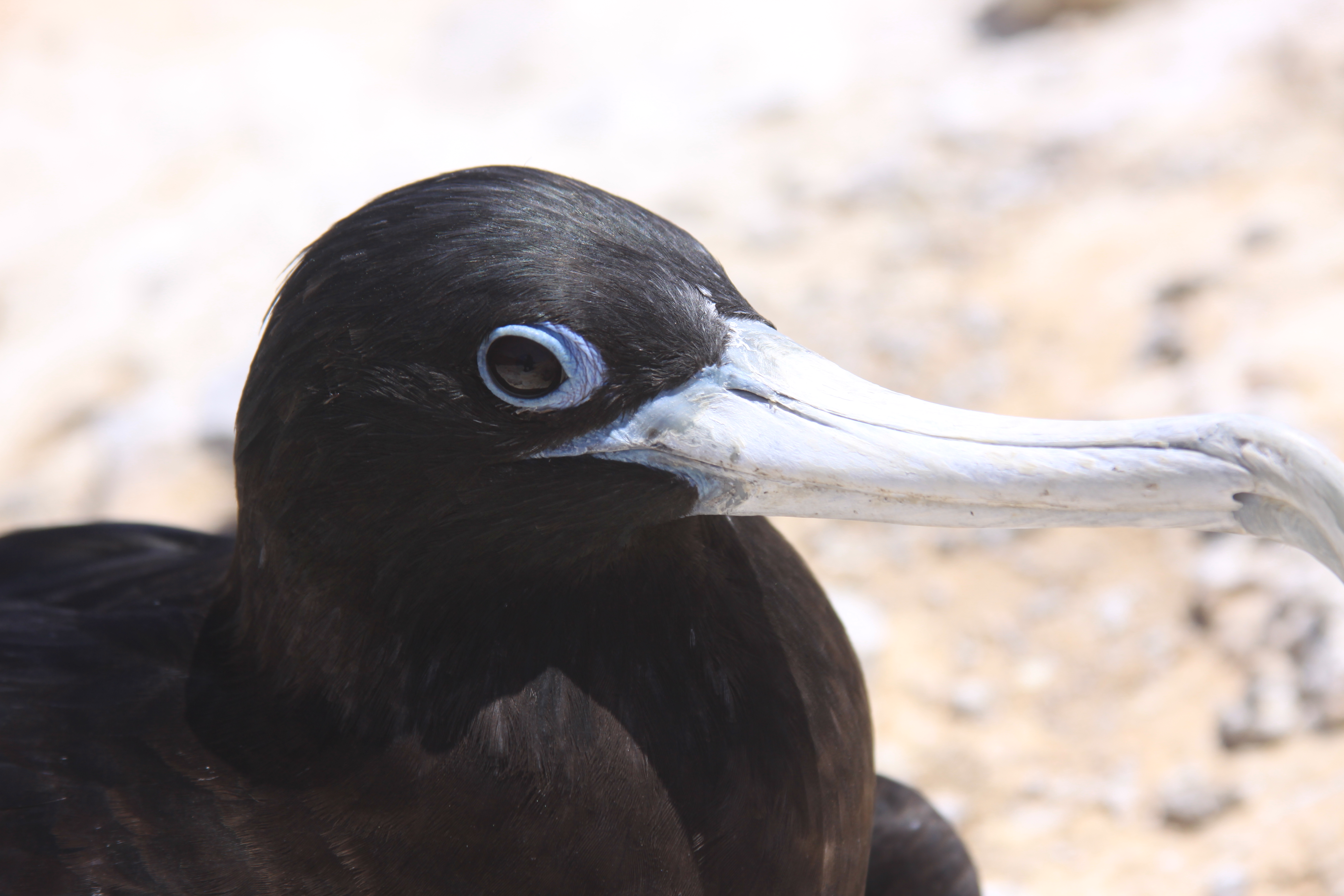
Fêmea adulta

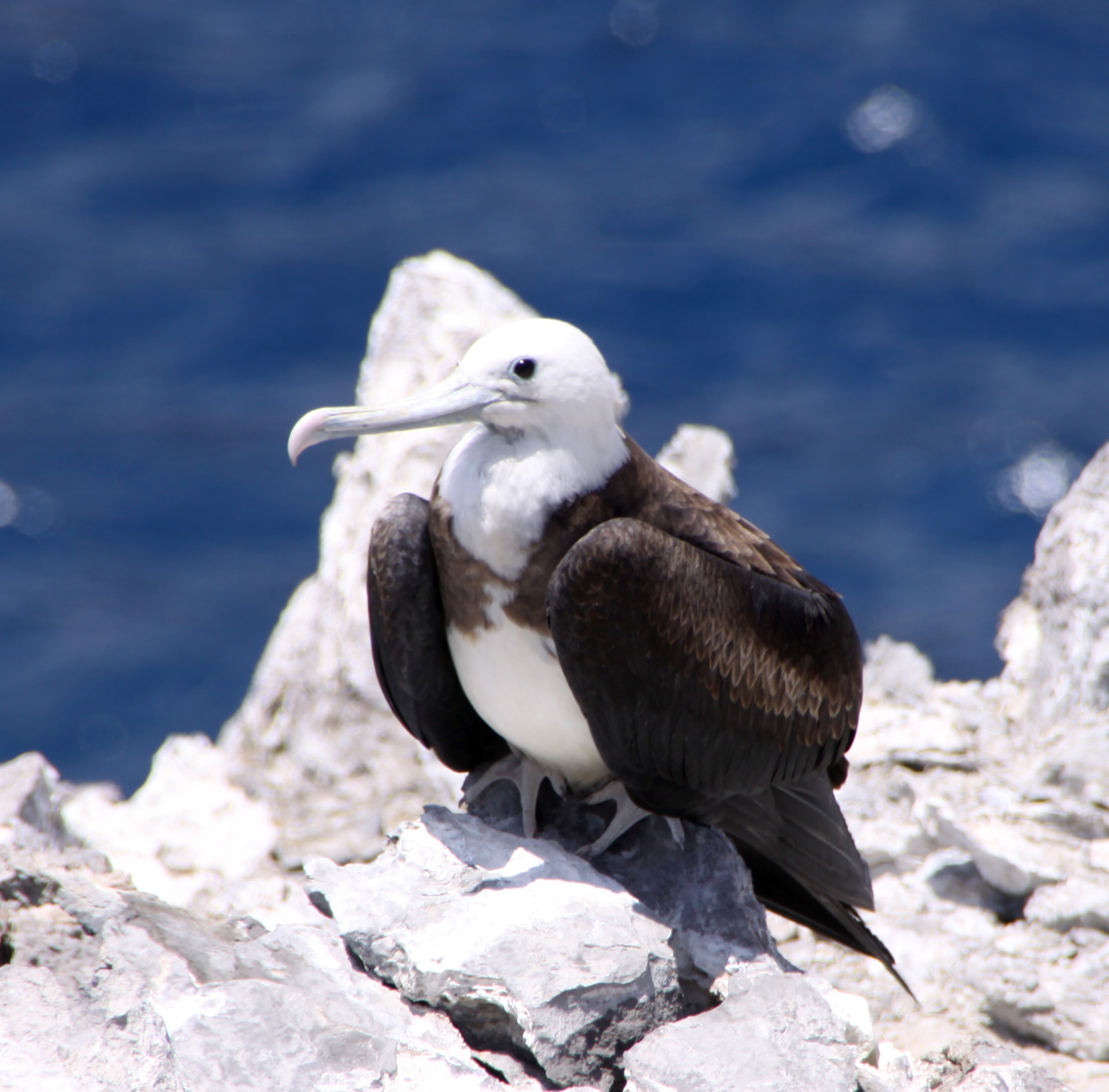
Juvenil

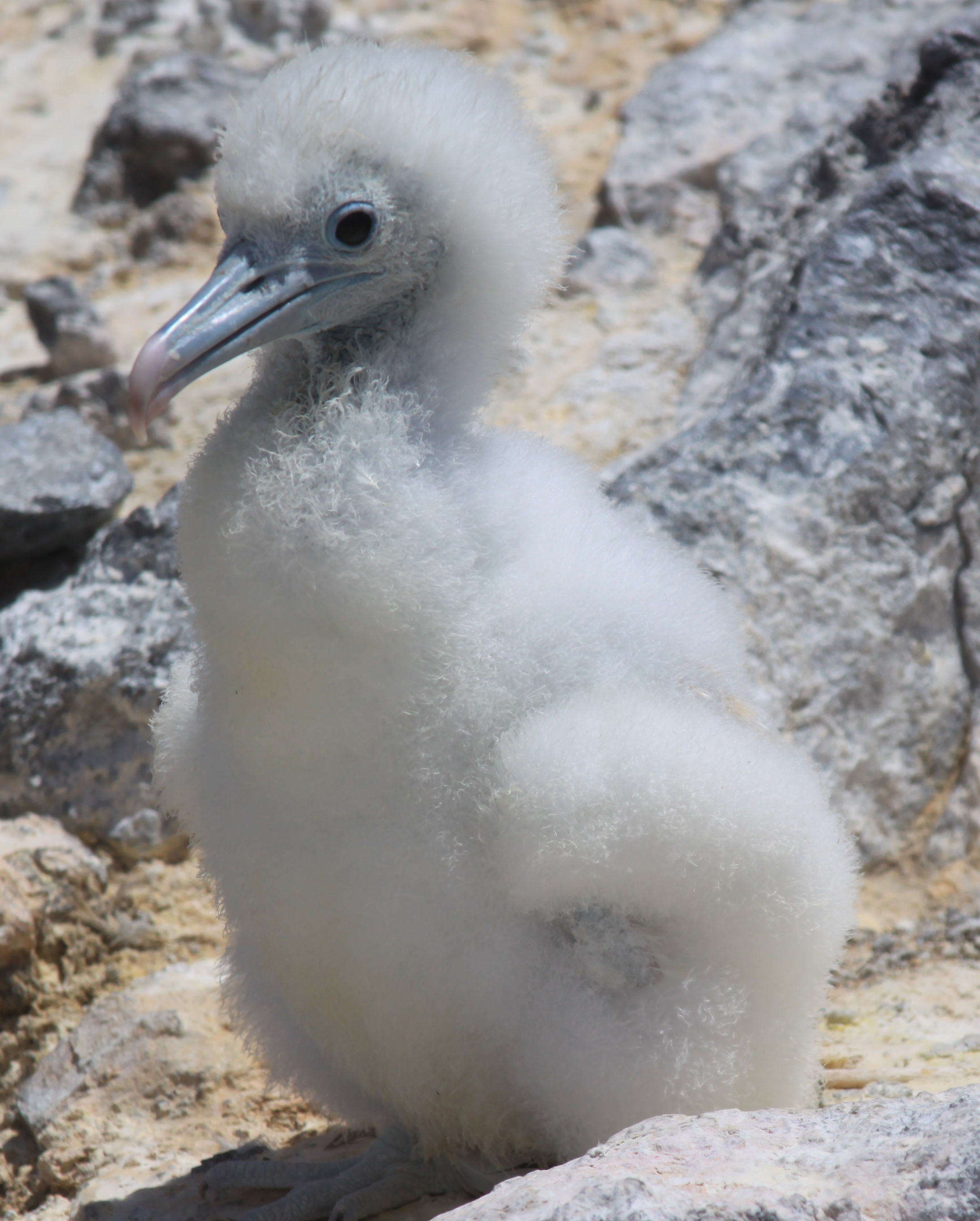
Filhote

Fragata-de-ascensão ou rabiforcado-de-ascensão (Fregata aquila) é uma ave marinha da família Fregatidae que se reproduz nas ilhas Boatswain Bird e de Ascensão, no Oceano Atlântico tropical.
A fragata-de-ascensão é uma ave grande e de constituição leve, plumagem amarronzada e cauda furcada. Sua envergadura de asas é de aproximadamente 2 m. O macho tem um saco gular de forte coloração vermelha, o qual é inflado para atrair uma parceira. A fêmea é pouco maior que o macho e tem uma faixa marrom no peito e às vezes a barriga branca. Esta espécie alimenta-se de peixes, que são pegos em voos pela superfície do oceano (principalmente peixes-voadores), praticando às vezes o cleptoparasitismo, perseguindo outras aves para forçá-las a regurgitar o seu alimento.

## Taxonomia
A fragata-de-ascensão foi descrita por Carl Linnaeus em 1758 em sua importante obra 10ª edição de Systema Naturae sob o nome binomial Pelecanus aquilus. O espécime em que se baseou havia sido coletado na ilha de Ascensão pelo explorador sueco Pehr Osbeck.
O termo fregata é derivado do nome dado à ave por marinheiros franceses: La Frégate, uma fragata, um navio de guerra rápido. O epíteto específico aquila é derivado do latim para águia, referindo-se à plumagem escura e aos hábitos vorazes da espécie.
O gênero Fregata incluía anteriormente todas as quatros espécies de fragata de grande porte, mas em 1914 o ornitólogo australiano Gregory Mathews dividiu as outras três espécies, deixando Fregata aquila para denominar a fragata-de-ascensão. Uma análise de DNA mitocondrial e ribossômico indicou que, dentro do gênero Fregata, o parente mais próximo da fragata-de-ascensão é a fragata.

## Descrição
A fragata-de-ascensão é uma ave marinha de coloração escura com asas finas e pontiagudas, uma cauda longa e fortemente furcada e um longo bico em forma de gancho. Mede de 89 a 96 cm de comprimento, tem uma envergadura de asas de 196 a 201 centímetros e pesa em torno de 1250 g. Os machos são totalmente pretos, exceto na nuca, no manto e nas escapulares, que são cobertas por penas longas e lanceoladas que apresentam um brilho verde-metálico. Além disso, possuem um saco gular de coloração vermelha muito forte que é inflado para atrair uma parceira. Os bicos são cinza-azulados, os olhos são marrom-escuros com um anel periocular preto e as pernas são cinza. As fêmeas são preto-amarronzadas e não possuem as penas lanceoladas verdes. Os indivíduos do morfo escuro, mais comum, apresentam uma tira marrom na frente que se estende do colar até o peito. No morfo claro, por sua vez, os indivíduos têm um pouco de branco no peito. É possível que se trate de fêmeas jovens que ainda não adquiriram a plumagem completa de adulto. O anel periocular e a base do bico são azul-claros.

## Distribuição
A maior parte da população da fragata-de-ascensão nidifica em um platô de 3 hectares no topo da Ilha Boatswain Bird, que fica 250 m a nordeste da ilha de Ascensão. Antigamente a espécie se reproduzia na ilha de Ascensão, mas as colônias foram exterminadas devido à introdução de gatos ferais em 1815. Um programa realizado entre 2002 e 2004 teve sucesso em eliminar todos os gatos introduzidos na ilha e, como resultado, dois casais da espécie voltaram a fazer seus ninhos na ilha em 2012. Em 2014, foram registrados doze ninhos na península Letterbox no extremo leste da ilha.
Assim como com outras fragatas, os seus movimentos fora da temporada de reprodução são pouco conhecidos por causa das dificuldades na identificação dentro desse grupo, mas sabe-se que ela ocorre na costa oeste da África. Alimenta-se de peixes e presas similares que ficam na superfície do mar, como pequenas tartarugas.
Um juvenil que foi encontrado à morte em Tiree, na Escócia, em 1953, foi na época identificado como uma fragata-comum (Fregata magnificens), mas em 2002 descobriu-se, em uma reanálise do espécime, que se tratava de uma fragata-de-ascensão. Em julho de 2013, um juvenil foi fotografado em Bowmore, na ilha de Islay, também na Escócia. No final de junho de 2014, um indivíduo foi rastreado por satélite e descobriu-se estar a 370 quilômetros da ilha de Fernando de Noronha, no Brasil, a aproximadamente 320 quilômetros do continente.

## Estado de conservação
Um censo da população de fragata-de-ascensão foi conduzido entre 2001 e 2002 e registrou em torno de 6 250 fêmeas adultas. Como as fêmeas da espécie só se reproduzem a cada dois anos, isto implica em uma população total de 12 500 indivíduos. Esse número é similar à estimativa de entre 8 000 e 10 000 indivíduos obtida em um estudo conduzido entre 1957 e 1959. A espécie é considerada "vulnerável" pela IUCN, uma vez que só se reproduz em uma pequena ilha.